# Paspalum humboldtianum
Paspalum humboldtianum är en gräsart som beskrevs av Johannes Flüggé. Paspalum humboldtianum ingår i släktet tvillinghirser, och familjen gräs. IUCN kategoriserar arten globalt som starkt hotad. Inga underarter finns listade i Catalogue of Life.